# ジェームズ・キャラハン
カーディフのキャラハン男爵レナード・ジェームズ・キャラハン（英語: Leonard James Callaghan, Baron Callaghan of Cardiff、1912年3月27日 – 2005年3月26日）は、イギリスの政治家。財務大臣、内務大臣、外務・英連邦大臣、首相を歴任した。労働党の「巨人」と称された他にも「サニー・ジム」や「ビッグ・ジム」の愛称があった。なお首相に就任する前にグレート・オフィス・オブ・ステートと呼ばれる3ポスト（財務大臣・内務大臣・外務大臣）を経験したのは、20世紀ではキャラハンが初めてであった。

## 生涯

### 生い立ち
ジェームズ・キャラハン（James Callaghan、1877年1月 – 1921年10月、ジェームズ・ギャログハンの息子）と妻シャーロット・ガートルード（Charlotte Gertrude、ウィリアム・ヘンリー・カンディーの娘）の息子として、1912年3月27日に生まれた。曽祖父はアイルランドの織工だったが、ジャガイモ飢饉によりイングランドのコヴェントリーに移住した。父は1890年代に家出してイギリス海軍に入ったため、親に見つからないよう苗字をギャログハン（Garoghan）からキャラハン（Callaghan）を変えており、海軍の軍人として1916年にユトランド沖海戦に参戦したという経歴を持つ人物だったが、キャラハンが9歳のときに死去した。1人の姉ドロシー（1904年生まれ）がいた。ポーツマス北中学（Portsmouth Northern Secondary School）で教育を受けた後、1929年に税務署職員として働き始めた。すぐに組合活動を始め、1936年から1947年まで全国税務職員組合の副書記長を務めた。
1945年にカーディフ・サウス選挙区で当選して労働党の庶民院議員となり、1947年から1950年まで運輸省政務次官を務め、1950年から1951年まで海軍本部政務次官を務めた。以降選挙区の変遷（1950年から1983年までカーディフ・サウス・イースト選挙区、1983年から1987年までカーディフ・サウス・アンド・ペナース選挙区）はあったが、政界引退まで庶民院議員に当選し続けた。

### ウィルソン政権時代
1961年から1964年まで影の財務大臣を務め、1963年1月に労働党党首のヒュー・ゲイツケルが急死すると、右派の一部の支持を得て党首選挙に立候補する。結果は最下位（3位）に終わったが、1964年にハロルド・ウィルソン内閣が発足すると、財務大臣として閣僚入りした。ここでキャラハンは国際収支赤字に苦しむポンドの防衛に対応することとなるが、これに失敗してポンド売りが殺到してしまう。1967年に財務大臣から内務大臣に転じた。
1970年に政権交代により内務大臣を退任した後は影の内務大臣を1971年まで務め、影の外務・英連邦大臣を1972年から1974年まで務めた。1974年3月に外務・英連邦大臣に就任する。ここでイギリスのヨーロッパ共同体（EEC）残留問題に対応する。閣内は残留賛成派と反対派で真っ二つに割れたが、キャラハンとウィルソン首相は残留賛成派であった。結果的にこの問題は庶民院の投票と国民投票を経てEEC残留が決定する。
1976年3月16日にウィルソン首相が突然辞任を発表した直後の同年3月23日には、ローデシアのスミス政権に対して黒人の多数支配に移行することを求め、アフリカの白人独裁政権が終焉に向かうきっかけを作った。

### 首相就任
1976年イギリス労働党党首選挙には、キャラハンを含め6人が立候補する乱戦となったが、第2回投票・決選投票を経て4月5日にキャラハンが新首相に任命された。在任中はいわゆる「イギリス病」によってイギリス経済は不振を極め、ストライキやインフレにより社会不安が増大した。また、労働党は党内抗争により左右両派が激しく対立し、キャラハンは行政サービスの低下に対して、有効な対策を打ち出すことができなかった（不満の冬も参照）。
1979年3月28日に野党がキャラハンに対する不信任案を提出するが、これが311対310の1票差で可決してしまう。労働党は5月3日の総選挙に大敗を喫し、「鉄の女」マーガレット・サッチャーが率いる保守党との政権交代を余儀無くされた。以後の労働党は1997年5月にトニー・ブレア政権が発足するまで長らく政権から離れることとなる。

### 退任後
1979年に首相を退任した後、1980年には労働党党首からも退いたが、庶民院議員は引き続き務め、1983年から1987年まで議会の父（連続在任期間の最も長い現職議員）だった。1987年イギリス総選挙をもって庶民院議員を退任した。
1987年11月に一代貴族として「南グラモーガン州カーディフ市のカーディフのキャラハン男爵」に叙せられた。晩年は各国の元首脳らによる「OBサミット」に参加し、核廃絶活動などに参加した。2005年3月15日に夫人を亡くし、93歳の誕生日の前日である同年3月26日にイングランド南部のイースト・サセックスの自宅にて92歳で死去した。歴代イギリス首相の中では最高齢である。
遺体はその後火葬され、遺灰はロンドンのグレート・オーモンド・ストリート病院のピーター・パン像の周りに散骨された。

## 家族
1938年7月にオードリー・エリザベス・モールトンと結婚して、1男2女をもうけた。
- マーガレット・アン（英語版）（1939年11月18日 – ） - 労働党の政治家として王璽尚書、貴族院院内副総務などを歴任した[1]
- ジュリア・エリザベス（1942年 – ） - 1967年、イアン・ハミルトン・ハッバード（Ian Hamilton Hubbard）と結婚、子供あり[1]
- マイケル・ジェームズ（1945年 – ） - 1968年、ジェニファー・メアリー・モーリス（Jennifer Mary Morris）と結婚、子供あり[1]

## 栄典

キャラハン家の紋章

### 爵位
1987年11月に以下の一代貴族爵位を新規に叙された。
- 南グラモーガン州カーディフ市のカーディフのキャラハン男爵
(Baron Callaghan of Cardiff, of the City of Cardiff in the County of South Glamorgan)
(1987年11月5日の勅許状による連合王国一代貴族爵位)

### 勲章
- ガーター勲爵士（KG）（1987年）[1]

### その他
- 枢密顧問官（PC）（1964年）[1]
- カーディフ名誉市民（1974年）[1]
- 法学博士号（ウェールズ大学名誉学位）（1976年）[1]
- シェフィールド名誉市民（1979年）[1]
- ドイツ連邦共和国功労勲章大十字章（1979年）[1]
- 法学博士号（バーミンガム大学名誉学位）（1981年）[1]
- 法学博士号（明星大学名誉学位）（1984年）[1]
- 法学博士号（サセックス大学名誉学位）（1989年）[1]
- ポーツマス名誉市民（1991年）[1]
- スウォンジー名誉市民（1993年）[1]
- 法学博士号（ウェストミンスター大学名誉学位）（1993年）[1]
- 法学博士号（リヴァプール大学名誉学位）（1996年）[1]

## 関連図書
- Hattersley, Roy (30 May 2013) [8 January 2009]. "Callaghan, Leonard James [Jim], Baron Callaghan of Cardiff". Oxford Dictionary of National Biography (英語) (online ed.). Oxford University Press. doi:10.1093/ref:odnb/94837。 (要購読、またはイギリス公立図書館への会員加入。)